# Raja nabijana
Raja nabijana, raja ciernista, płaszczka nabijana, płaszczka kolczasta (Raja clavata) – gatunek ryby chrzęstnoszkieletowej z rodziny rajowatych (Rajidae).

## Zasięg występowania
Wschodni Atlantyk od północnej Norwegii i południowej Islandii do południowej Afryki oraz Morze Śródziemne i Morze Czarne.
Występuje na piaszczystym lub mulistym dnie, zwykle na głębokości od 20 do 60 m, ale spotykana jest także na głębokościach większych do 500 m. 

## Cechy morfologiczne
Osiąga maksymalnie do 70 cm (samce) i do 125 cm (samice) długości. Ciało spłaszczone grzbietobrzusznie o kształcie rombowatej tarczy, płetwa piersiowa z ostrymi krawędziami. Pysk krótki, rozwartokątny. Na skórze występują kolce, tak na stronie wierzchniej jak również dolnej. Dorosłe osobniki posiadają na stronie grzbietowej liczne, duże kolce osadzone w skórze razem z szerokimi, gładkimi tarczkami. U samic i młodych osobników ciągnie się wzdłuż grzbietu i trzonu ogonowego długi szereg kolców. U samców szereg kolców wstępuje tylko na trzonie ogonowym. Samce dodatkowo posiadają ruchome kolce na płetwach piersiowych. Uzębienie składa się z 36–45 zębów, u samców spiczaste a samic spłaszczonych. Dwie małe płetwy grzbietowe o takiej samej wielkości znajdują się na końcu trzonu ogonowego. Płetwa ogonowa mała. Brak płetwy odbytowej.
Posiada narządy elektryczne.
Strona grzbietowa jasnoszara lub jasnobrązowa, u młodych osobników wyraźnie widoczne brązowo obwiedzione jasne plamy oraz małe czarne punkty. U starszych osobników plamy zanikają. Strona brzuszna biała z ciemnymi krawędziami.

## Odżywianie
Żywi się głównie krabami, ale także wieloszczetami, mięczakami, jeżowcami i małymi rybami.

## Rozmnażanie
Ryba jajorodna. Dojrzałość płciową samice osiągają w 9 roku życia, a samce w 7 roku.